# Wqwq
wqwq（ワクワク）は、日本の5人組女性アイドルグループ。所属事務所はサンミュージックプロダクション。グループ名の「wqwq」とは、“world quest wonderful queen”の頭文字をとったものである。

## 概要
「かわいいだけがアイドルじゃない!歌うだけがステージじゃない!」の想いの元、“心も躍るエンターテイナー”をグループコンセプトとした女性アイドルグループ。歌と踊りのみならず、ミュージカルやコントなどにもチャレンジする“全方位型ニュージェネレーショングループ”として活動している。
グループ名の「wqwq」（ワクワク）には、「何をしでかすかわからない彼女たちに“ワクワク”して欲しい」という想いが込められているのに加え、メンバーに対しどんなジャンルにおいても興味を持って探求（＝Quest）し、いつか女王（＝Queen）になって欲しいという希望を込めて、2つの“Q”が使用されている。

## 略歴
2021年3月から5月にかけて、サンミュージック・AKIBAカルチャーズ劇場・Cyber Agentの3社合同で「5人の戦うプリンセスアイドルグループオーディション」が開催された。オーディションを経て集まった5人のメンバーが、同年9月にプレデビューをした。
9月15日から翌年6月29日まで、AKIBAカルチャーズ劇場にてプレデビュー定期公演『QUEEN STATION』を1ヶ月に1 - 3回の頻度で行い、その模様はYouTube「wqwq*ch」にて同時生配信されていた。その『QUEEN STATION』初回公演にてグループ名が「wqwq」であることが発表された。また、12月28日まで同チャンネルにて毎週水曜日に企画動画が配信されていた。
12月5日、初のレギュラー番組にして冠番組のラジオ『wqwqのしゃべってあそぼ!』（毎週日曜日22:00 - 23:00）がSKYWAVE FMで放送開始。
2022年4月11日から、SHOWROOMで生配信番組『wqwqのつくってあそぼ』がスタート。内容は、メンバー5人で毎回何かをつくっていくというもの。生配信終了後には、YouTube「wqwq*ch」にて次回配信までの期間限定でアーカイブ配信される。
5月13日、さくら（花実咲良）が持病の悪化に伴う療養のため活動休止することを発表。
6月22日、女子アイドル専門雑誌「IDOL VILLAGE」のコンピレーションCD第3弾『IDOL VILLAGE VOL.3』がリリースされ、wqwqの楽曲『Dream Chaser』が収録された。同楽曲はwqwqの楽曲として初の音源化、CD収録となる。これに先がけて、同月13日に同楽曲のミュージックビデオ（MV）がYouTube「wqwq*ch」で公開された。また、ORICON NEWSチャンネルでは通常のMVとは編集が異なる別バージョンのMVも公開されている。
8月3日、休養中だったさくら（花実咲良）の症状に関して回復の傾向が見られず、活動終了が発表された。
9月29日、活動1周年を記念した『wqwq1周年記念ライブ 〜ともだち100人できるかな？〜』を、事務所の先輩グループだった元さんみゅ〜の木下綾菜・小林弥生と、元ハコイリ♡ムスメの我妻桃実をゲストに迎えてAKIBAカルチャーズ劇場で開催した。
12月9日、東名高速道路上において、メンバーとスタッフが乗った移動車が追突事故に巻き込まれ負傷者が出たことを11日に発表した。9・10日に名古屋市内で行われたライブと、11日に東京・渋谷で行われたライブが出演辞退となった。それに伴い、充電期間としてグループ活動を休止した。
2023年1月19日、ラジオNIKKEI第1の生放送番組『ラジオiNEWS』にえるぽぽ、くら子が出演し、グループ活動再開を報告した。
4月8日から6月12日まで、YouTube「ゴルモバドローンアカデミー」チャンネルにてレギュラー番組『wqwqのドローンであそぼ!』が放送された。
8月から、レギュラーラジオ番組として2本目となる『スイーツ×スイーツ』がレインボータウンFMにて放送開始予定。それに先駆けて、7月23日には『SSCシェアハピラジオ特別番組 スイーツ×スイーツ』が放送された。

## メンバー
公式サイトプロフィールより。
記載順は公式サイトに準拠。
| 名前                 | 読み             | 生年月日 （年齢）     | 出身地 | 身長  | 備考                                                                             |
| -------------------- | ---------------- | --------------------- | ------ | ----- | -------------------------------------------------------------------------------- |
| ここなこ (山口 恋生) | Kokona Yamaguchi | 2004年5月24日（20歳） | 埼玉県 | 148cm | 加入前に子役タレントとしての活動経験がある。                                     |
| hime (寺尾 日女香)   | Himeka Terao     | 2005年2月24日（20歳） | 千葉県 | 156cm |                                                                                  |
| くら子 (倉田 つきみ) | Tsukimi Kurata   | 2003年3月28日（21歳） | 大阪府 | 150cm |                                                                                  |
| えるぽぽ (松藤 瑛瑠) | Eru Matsufuji    | 1999年5月22日（25歳） | 東京都 | 156cm | 加入前に女優としての活動経験がある。                                             |
| 結菜 (結菜)          | yuuna            | 2008年3月12日（17歳） | 福岡県 | 155cm | 加入前よりミクチャ及びSHOWROOMでの活動経験がある。2022年JCミスコンファイナリスト |

過去のメンバー
| 名前               | 読み          | 生年月日 （年齢）     | 出身地 | 身長  | 備考                                                                         |
| ------------------ | ------------- | --------------------- | ------ | ----- | ---------------------------------------------------------------------------- |
| さくら (花実 咲良) | Sakura Hanami | 2001年3月26日（23歳） | 長崎県 | 168cm | 2022年5月13日、持病の悪化に伴う療養のため活動休止を発表。 8月3日、活動終了。 |

## 作品
オリジナル楽曲
- Dream Chaser
- 君へのメロディ
- とけない魔法

### コンピレーション・アルバム
|  | 発売日        | タイトル           | 規格品番  | 備考                                                          |
|  | ------------- | ------------------ | --------- | ------------------------------------------------------------- |
|  | 2022年6月22日 | IDOL VILLAGE VOL.3 | QACW-1052 | 『Dream Chaser』を収録。 wqwqの楽曲として初の音源化、CD収録。 |

## 出演
太字はレギュラー番組。

### テレビ
- ワシんとこ・ポスト（2023年4月25日、BSよしもと） - くら子

### ラジオ
- wqwqのしゃべってあそぼ!（2021年12月5日 - 現在、SKYWAVE FM〈毎週日曜日放送〉）[11] - レギュラーパーソナリティ
- アイドル・キュレーション（2022年4月28日、11月24日、12月8日、12月22日、下北FM）
- 渋谷トーキング（2022年5月26日、渋谷クロスFM） - えるぽぽ・くら子[29]
- ラジオiNEWS（ラジオNIKKEI第1）
  - 2023年1月19日 - えるぽぽ・くら子[25]
  - 2023年2月9日 - ここなこ・hime[30]
  - 2023年6月22日 - くら子・hime[31]
  - 2023年6月29日 - えるぽぽ・ここなこ[32]
- ラーメン大好き麺活ラジオ（レインボータウンFM）
  - 2023年7月16日・23日 - ゲスト出演
  - 2023年7月30日 - くら子（パーソナリティ）
- SSCシェアハピラジオ特別番組 スイーツ×スイーツ（2023年7月23日、レインボータウンFM）
- esports land radio（2023年7月30日、レインボータウンFM） - えるぽぽ
- スイーツ×スイーツ（2023年8月 - 予定、レインボータウンFM）

### Web番組
- wqwqのつくってあそぼ（2022年4月11日 - 2023年4月16日、SHOWROOM〈不定期生配信〉）[13]
  - 当初は生配信で企画を行うweb番組だったが、現在はメンバーがSHOWROOMで生配信をするアカウントとして名称が残っている。
- wqwqのドローンであそぼ!（2023年4月8日 - 6月12日、YouTube「ゴルモバドローンアカデミー」）[26]

### ミュージック・ビデオ
- ダイソー「Happy Price Paradise」（2024年11月23日 - 、JOYSOUND） - ここなこ・hime・えるぽぽ・くら子[33][34]。